# Syväjärvi (sjö i Kangasniemi, Södra Savolax)
Syväjärvi är en sjö i kommunen Kangasniemi i landskapet Södra Savolax i Finland. Arean är 49 hektar och strandlinjen är 6,2 kilometer lång. Sjön  ingår i Kymmene älvs huvudavrinningsområde.   Den ligger omkring 43 kilometer nordväst om S:t Michel och omkring 220 kilometer norr om Helsingfors. 